# گورستان کلک سراب ۱۱۱
قبرستان کلک سراب ۱۱۱ مربوط به مفرغ است و در شهرستان مهران، بخش ملکشاهی، دهستان گچی، ۷۰۰ متری جنوب شرق روستای کلک سراب واقع شده و این اثر در تاریخ ۲۲ آبان ۱۳۸۶ با شمارهٔ ثبت ۱۹۹۲۷ به‌عنوان یکی از آثار ملی ایران به ثبت رسیده است.